# Thuần An
Thuần An (chữ Hán giản thể: 淳安县, âm Hán Việt: Thuần An huyện) là một huyện thuộc địa cấp thị Hàng Châu, tỉnh Chiết Giang, Cộng hòa Nhân dân Trung Hoa. Huyện Thuần An có diện tích 4452 km², dân số 450.000 người. Chính quyền nhân dân huyện đóng tại số 18, đường Tân Bắc Bình thuộc trấn Thiên Đảo Hồ. Mã số bưu chính của huyện Thuần An là 311700. Về mặt hành chính, huyện Thuần An được chia thành 12 trấn, 18 hương. Các đơn vị này lại được chia thành 8 xã khu, 5 khu dân cư và 889 thôn hành chính.
- Trấn: Kiều Thiên Đảo Hồ, Lâm Kì, Uy Bình, Khương Gia, Phần Khẩu, Thạch Lâm, Đại Thự, Đường Thôn, Tử Đồng, Trung Châu, Văn Xương, Phong Thụ Lĩnh.
- Hương: Lý Thương, Bình Môn, Lãng Xuyên, An Dương, Vương Phu, Quách Thôn, Kim Phong, Dao Sơn, Quang Xương, Tống Thôn, Cưu Hàng, Nghiêm Gia, Bạch Mã, Hữu Khẩu, Vượng Trạch, Phú Văn, Hoành Duyên, Giới Đầu.